# غابرييل هيس
غابرييل هيس (بالألمانية: Gabriele Hess)‏ هي متزحلقة ألمانية، ولدت في 1 أبريل 1971 في لايبزيغ في ألمانيا.

## وصلات خارجية
- غابرييل هيس على موقع الاتحاد الدولي للتزلج (التزلج الريفي) (الإنجليزية)
- غابرييل هيس على موقع أوليمبيديا (الإنجليزية)